# Ko Won-hee
Dans ce nom coréen, le nom de famille, Ko, précède le nom personnel.
Ko Won-hee, née le 12 septembre 1994, est une actrice sud-coréenne. Elle entame une carrière de mannequin en 2011, en tant que modèle commercial. Elle devient en 2012, le plus jeune modèle ayant posé pour Asiana Airlines. Elle commence par la suite sa carrière d'actrice en jouant dans des films et des séries télévisées comme Blooded Palace: The War of Flowers (2013), My Dear Cat (2014) ou encore Tabloid Truth (2014).

## Filmographie

### Cinéma
- 2011 : A Sailor Went to Sea
- 2012 : Don't Click
- 2014 : Tabloid Truth : Choi Mi-jin
- 2015 : The Silenced : Shizuko

### Séries télévisées
- 2012 : Natural Burials : Chung-ah (jeune)
- 2013 : Blooded Palace: The War of Flowers : La reine Jangnyeol
- 2013 : Medical Top Team : Yoo Na-yeon (guest)
- 2014 : Cheo Yong
- 2014 : My Dear Cat : Shin Ji-eun
- 2015 : The King's Face : La reine Inmok
- 2015 : The Time We Were Not in Love : Yoon Min-ji
- 2015 : The Stars Are Shining : Jo Bong-hee
- 2017 : Strongest Deliveryman : Lee Ji-yoon
- 2017-2018 : The Best Moment to Quit Your Job : Yeon-ji
- 2018 : Welcome to Waikiki : Kang Seo-jin
- 2018 : Secret Queen Makers : Ahn Gong-joo
- 2018 : Your House Helper : Yoon Sang-ah
- 2019 : Flower Crew: Joseon Marriage Agency
- 2023 : Love to Hate You : Shin Na-eun